# Abacorn
Abacorn var ett svenskt hårdrocksband från Karlstad som bildades 2002. Abacorn har spelat på Sweden Rock Festival och släppt albumet In a World of Compromise...We Don't. Abacorn splittrades 2011.

## Historia
Abacorn bildades våren 2002, när Claes och Franks band "Permanent Wave" (ett progressivt rockband) lades på is. Claes och hans musikaliskt liksinnade arbetskamrat Micke började jamma och skapa låtar, men två gitarrister utan trummis, basist eller sångare är inget band. Efter flera månaders letande hittade de en trummis från ett avsomnat band som hette Apple Brown Betty. Han hette Johan och han tog sin motorcykel för att komma och lyssna på vad de två gitarristerna hade skapat. Så helt plötsligt var det tre shitkickers... Efter att ha testat flera basister lyckades Claes slutligen övertyga sin gamla bandkamrat och vän sedan många år att hoppa på. Äntligen hade de hittat den basist de sökte och magin började infinna sig! Våren 2003 hoppade sångaren Miche på tåget och Abacorn var kompletta. I november samma år gick Abacorn in i RFM Studios i Karlstad och spelare in låtarna Bad drug och Big sleep med Fredrik Hult som producent och Ola Sonmark som ljudtekniker och i april 2004 trackades ytterligare fyra låtar med samma herrar. Premiärgigget hölls i december 2004 på Glada Ankan i Karlstad och bandet kunde glatt konstatera att deras låtar passade perfekt i livesammanhang och publiken gick därifrån med stora leenden. Sedan dess har Abacorn spelat in låtar till en fullängdare vid namn In a World of Compromise... We Don't och spelat på Sweden Rock Festival 2007.

## Play Us
Abacorn deltog i TV-serien Play Us om ett gäng unga kvinnliga Counterstrike-spelare som sändes via MTV Network över hela världen. Låtar från albumet In a World of Compromise...We Don't var med i samtliga episoder i serien.

## 2008 och framåt
När det år 2009 var dags att spela in nytt material gick Abacorn in Rikars Löfgrens studio Leon Studios i Karlstad. Låtarna "Exist" och "Message" spelades in för det nya skivbolaget Sony Entertainment. På denna inspelning deltog Niclas Granath som ny gitarrist istället för Claes som valt att lämna bandet. Under sommaren 2009 framträdde Abacorn på Mariebergskogen i Karlstad och det blev den sista spelningen som Micke var med på eftersom även han valde att lämna bandet därefter. In kom istället Matte, en ung förmåga från Kristinehamn.
Under november 2009 gick Abacorn återigen in i studion och spelade in nytt material.
Johan "Dunderman" Hidén lämnade Abacorn 2010 för att piska skinnen i det nystartade bandet Dunderman.

## Medlemmar
Senaste medlemmar
- Miche Jonsson – sång (2003–2011)
- Frank Sundström – bas (2002–2011)
- Niclas Granath – gitarr (2008–2011)
- Mattias Frödén – gitarr (2009–2011)

Tidigare medlemmar
- Micke Fröling – gitarr (2002–2009)
- Claes Engberg – gitarr (2002–2008)
- Johan Hidén – trummor (2002–2010)

## Diskografi
Studioalbum
- 2007 – In a World of Compromise...We Don't

EP
- 2009 – Message
- 2008 – Ticking Bomb
- 2004 – Six Tracks

Samlingsalbum
- 2010 – Big Balls Metal Compilation

Annat
- 2005 – Platinum – Compilation Vol. 1 (div. artister. Abacon representerad med "Bad Drugs" och "All Your Ways")